# Stephen Frears
Stephen Arthur Frears (20 de juny de 1941) és un director de cinema anglès, que ha estat nominat als premis Oscar.
Fill de pare anglicà i mare jueva, va començar la seva carrera a la televisió, en concret, a la BBC.
El 1972 va dirigir la seva primera pel·lícula, Gumshoe però fins a My Beautiful Laundrette (1985, sobre un guió de Hanif Kureishi, produïda en principi per a la televisió però exhibida posteriorment als cinemes) no va veure's reconegut. L'any 1988 feia el salt a Hollywood amb Les amistats perilloses. Més endavant, alternaria produccions americanes amb britàniques. Ha treballat amb actors de prestigi, com ara John Malkovich, John Cusack, Michelle Pfeiffer, Uma Thurman, Anjelica Huston, Dustin Hoffman o Julia Roberts. També ha destacat per l'adaptació al cinema d'obres literàries. Més enllà de Les relacions perilloses, també va adaptar The Snapper (Cafè irlandès) i The van basades en obres de l'autor irlandès Roddy Doyle; l'any 2000 va dur al cinema Alta fidelitat, de Nick Hornby. El 2002 va rodar Dirty Pretty Things amb la francesa Audrey Tautou i el català Sergi López.
Ha guanyat el premi BAFTA (del cinema anglès) i ha estat nominat a l'Oscar. Tanmateix, la seva Mary Reilly també va obtenir una nominació al premi Razzie (conegut com l'anti-Oscar) a la pitjor direcció.

## Biografia
Frears va néixer el 20 de juny de 1941 a Leicester, Anglaterra. La seva mare, Ruth M. (nascuda Danziger), era treballadora social, i el seu pare, Russell E. Frears, era metge general i comptable. Frears es va criar anglicà i no es va assabentar que la seva mare era jueva fins que va arribar als 20 anys.
De 1954 a 1959, Frears es va educar a la Gresham's School, un internat independent per a nois (ara coeducatiu) a la ciutat comercial de Holt a Norfolk. Va ser seguit pel Trinity College, Cambridge, on va obtenir una llicenciatura en dret.

### Carrera inicial
A la Universitat de Cambridge, Frears va ser assistent de direcció d'escena de la revista Footlights Revue de 1963, protagonitzada per Tim Brooke-Taylor, John Cleese, Bill Oddie i David Hatch. Després de graduar-se a la universitat, Frears va treballar com a ajudant de direcció a les pel·lícules Morgan – A Suitable Case for Treatment (1966) i if.... (1968). El seu primer treball com a director per dret propi va ser The Burning, una adaptació de 31 minuts d'un conte de Roland Starke. Tot i que està ambientada a Sud-àfrica, es va rodar a Tànger. Es va estrenar en cinemes amb The Bride Wore Black, de François Truffaut.
Frears va passar la major part de la seva primera carrera com a director a la televisió, principalment per a la BBC però també per al sector comercial. Va contribuir a diverses sèries d'antologia, com ara Play for Today de la BBC. També va produir una sèrie d'obres teatrals d'Alan Bennett per a LWT, incloent The Old Crowd (1979, directora: Lindsay Anderson).

### Dècada de 1980

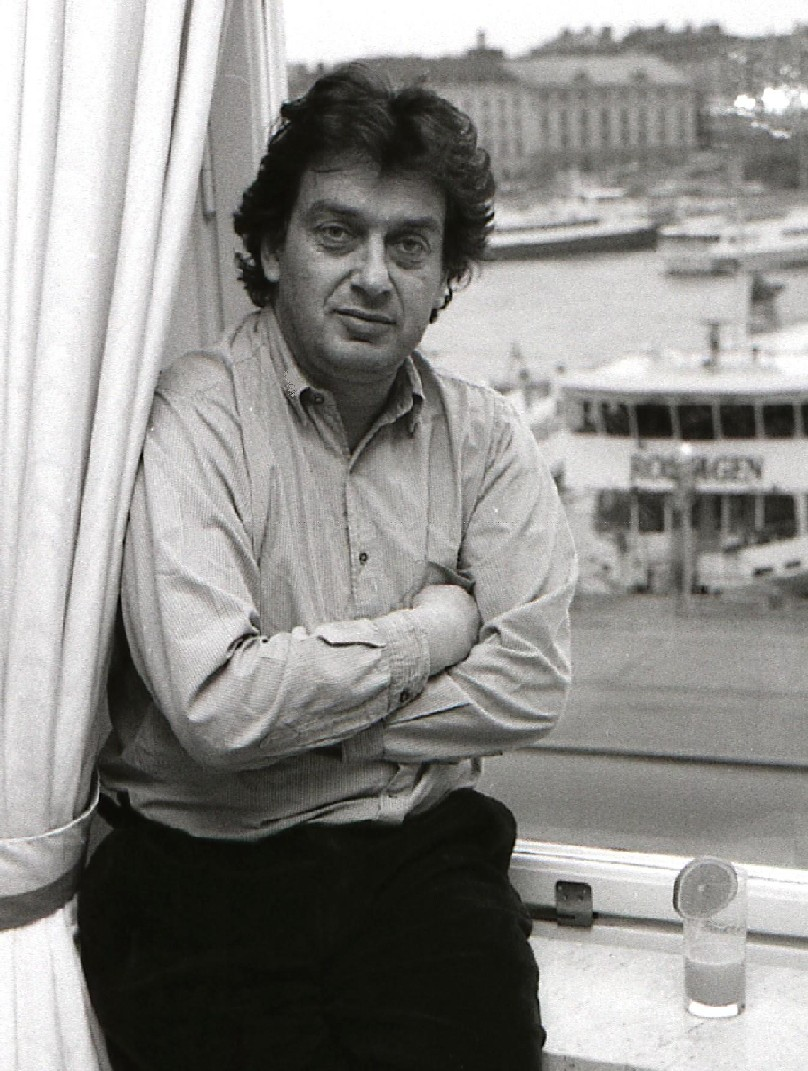
Frears a Suècia, 1989, promocionant la seva pel·lícula Les amistats perilloses

A finals de la dècada de 1980, Frears va atraure l'atenció internacional com a director de llargmetratges. El seu debut cinematogràfic com a director va ser la paròdia del detectiu negre Gumshoe (1971). El 1985, Frears va trobar un gran reconeixement amb La meva preciosa bugaderia. La pel·lícula se centra en un romanç homosexual interracial, basat en un guió de Hanif Kureishi i rodada en 16 mm, es va estrenar als cinemes amb gran aclamació de la crítica. Va rebre una nominació a l'Acadèmia i dues nominacions al premi BAFTA. L'èxit de la pel·lícula va ajudar a llançar les carreres tant de Frears com de l'actor Daniel Day-Lewis.
Frears va treballar amb Adrian Edmondson a El senyor Jolly viu al costat, un programa de 45 minuts protagonitzat per Peter Cook a la sèrie de comèdia de televisió La tira còmica que es va emetre a Channel Four el 1988. El 1985, Frears també havia dirigit una paròdia d'historietes de la novel·la Rebecca de Daphne du Maurier. A continuació, Frears va dirigir el biopic de Joe Orton Obre't d'orelles (1987), una col·laboració amb el dramaturg Alan Bennett. La seva segona pel·lícula adaptada d'un guió de Kureishi va ser Sammy and Rosie Get Laid (1987).
El 1988, Frears va dirigir Dangerous Liaisons amb un gran reconeixement de la crítica. La pel·lícula es va rodar a França, amb un repartiment que incloïa els nord-americans Glenn Close, John Malkovich i Michelle Pfeiffer, i Uma Thurman. Basat en la novel·la francesa de finals del segle xviii sobre jocs romàntics i adaptada per Christopher Hampton. La pel·lícula va rebre set nominacions als premis de l'Acadèmia, incloent-hi la millor pel·lícula i millor actriu per Glenn Close i millor actriu secundària per Michelle Pfeiffer. La pel·lícula també va rebre 10 nominacions als premis de cinema de l'Acadèmia Britànica, incloent-hi Frears a la millor direcció.

### Dècada de 1990
El 1990, Frears va dirigir el thriller policial neo-noir Els estafadors protagonitzat per John Cusack, Anjelica Huston i Annette Bening. Martin Scorsese va ser productor de la pel·lícula. La pel·lícula va guanyar el premi Independent Spirit a la millor pel·lícula i va ser declarada una de les 10 millors pel·lícules de 1990 per la National Board of Review of Motion Pictures. Frears també va ser nominat al premi de cinema de l'Acadèmia Britànica a la millor direcció i li va valer la seva primera nominació a l'Acadèmia a la millor direcció.
El 1992, Frears va dirigir la comèdia drama Hero estrenada al Regne Unit com a Accidental Hero. La pel·lícula va ser protagonitzada per Dustin Hoffman, Geena Davis, Andy Garcia i Joan Cusack. Molts crítics van comparar la pel·lícula amb els de Preston Sturges i Frank Capra, inclòs Roger Ebert, que va escriure: «[La pel·lícula] té tots els ingredients per a un entreteniment fantàstic, però s'allarga sobre els tipus de detalls que pertanyen a un tipus de pel·lícula diferent. Neix de la tradició d'aquelles comèdies de Preston Sturges de la dècada de 1940.» Tot i que la pel·lícula va rebre crítiques generalment positives, no va ser un èxit de taquilla. Columbia Pictures va perdre 25,6 milions de dòlars.
Frears també ha dirigit dues pel·lícules adaptades de novel·les de Roddy Doyle, The Snapper (1993) i The Van (1996). Altres pel·lícules de Frears inclouen la pel·lícula de terror Mary Reilly i el Western The Hi-Lo Country (1998).

### Dècada de 2000
L'any 2000, Frears va dirigir High Fidelity amb John Cusack, Jack Black, Lisa Bonet i Joan Cusack. La pel·lícula està basada en la novel·la britànica del mateix nom de 1995 de Nick Hornby, amb l'escenari traslladat de Londres a Chicago i el nom del personatge principal canviat. Després de veure la pel·lícula, Hornby va expressar la seva felicitat per l'actuació de Cusack, dient que «de vegades, sembla ser una pel·lícula en què John Cusack llegeix el meu llibre». La pel·lícula va rebre crítiques positives de la crítica i té una puntuació de «Certified Fresh» del 91% a Rotten Tomatoes, basada en 165 crítiques, amb una valoració mitjana de 7,7/10. El consens de la crítica afirma: «La mà hàbil del director Stephen Frears i les fortes interpretacions del repartiment del conjunt es combinen per explicar una història entretinguda amb una banda sonora sòlida com a roca».
El 2002, Frears va dirigir el thriller social, Dirty Pretty Things, una pel·lícula sobre dos immigrants que viuen a Londres. La pel·lícula va ser protagonitzada per Audrey Tautou i Chiwetel Ejiofor. La pel·lícula va rebre un gran reconeixement de la crítica i va ser nominada a l'Oscar al millor guió original i va guanyar un premi de cinema independent britànic a la millor pel·lícula britànica independent el 2003. Per la seva interpretació d'Okwe, Chiwetel Ejiofor va guanyar el 2003 British Independent Film Award al millor actor.
El 2003, Frears es va encarregar de dirigir el spin-off de James Bond Jinx, amb Halle Berry com el seu personatge de Mor un altre dia (2002) coprotagonitzat amb Michael Madsen i Javier Bardem. Neal Purvis i Robert Wade estaven programats per tornar per escriure el guió, i Wade el va descriure com «un thriller europeu molt atmosfèric, una pel·lícula tipus Bourne». La productora Barbara Broccoli ho va descriure com l'inici d'una alternativa a l'estil dels Jocs Olímpics d'hivern a les pel·lícules de Bond convencionals. No obstant això, el projecte va ser cancel·lat a causa de «diferències creatives» entre Eon Productions i MGM i per tal de centrar-se en el reinici de la sèrie amb Casino Royale (2006).
El 2003, Frears va tornar a dirigir per la televisió amb The Deal (2003), que mostra un suposat acord entre Tony Blair i Gordon Brown sobre quin d'ells hauria de convertir-se en líder del Partit Laborista el 1994. Michael Sheen va interpretar Tony Blair amb gran èxit. El 2005, Frears va dirigir la comèdia teatral britànica Mrs. Henderson Presents protagonitzada per Judi Dench i Bob Hoskins. La pel·lícula va ser elogiada per les interpretacions de Dench i Hoskins amb Dench rebent una nominació a l'Oscar a la millor actriu.
El següent projecte cinematogràfic de Frears va ser La reina (2006), una pel·lícula que representa la mort de Diana de Gal·les el 31 d'agost de 1997 i la reacció de la monarquia i del públic. La pel·lícula es va estrenar al Festival de Cinema de Venècia on Mirren va guanyar el premi a la millor actriu i Peter Morgan va guanyar el del millor guió. Frears va ser nominat al Lleó d'Or. Quan es va estrenar als Estats Units, la pel·lícula va aconseguir una immensa aclamació de la crítica, èxit de taquilla i premis. Als Premis de l'Acadèmia, el mateix Frears va rebre la seva segona nominació a l'Oscar a la millor direcció, i l'actriu Helen Mirren va guanyar nombrosos premis per interpretar el paper principal, inclòs l'Oscar a la millor actriu.

### Dècada de 2010

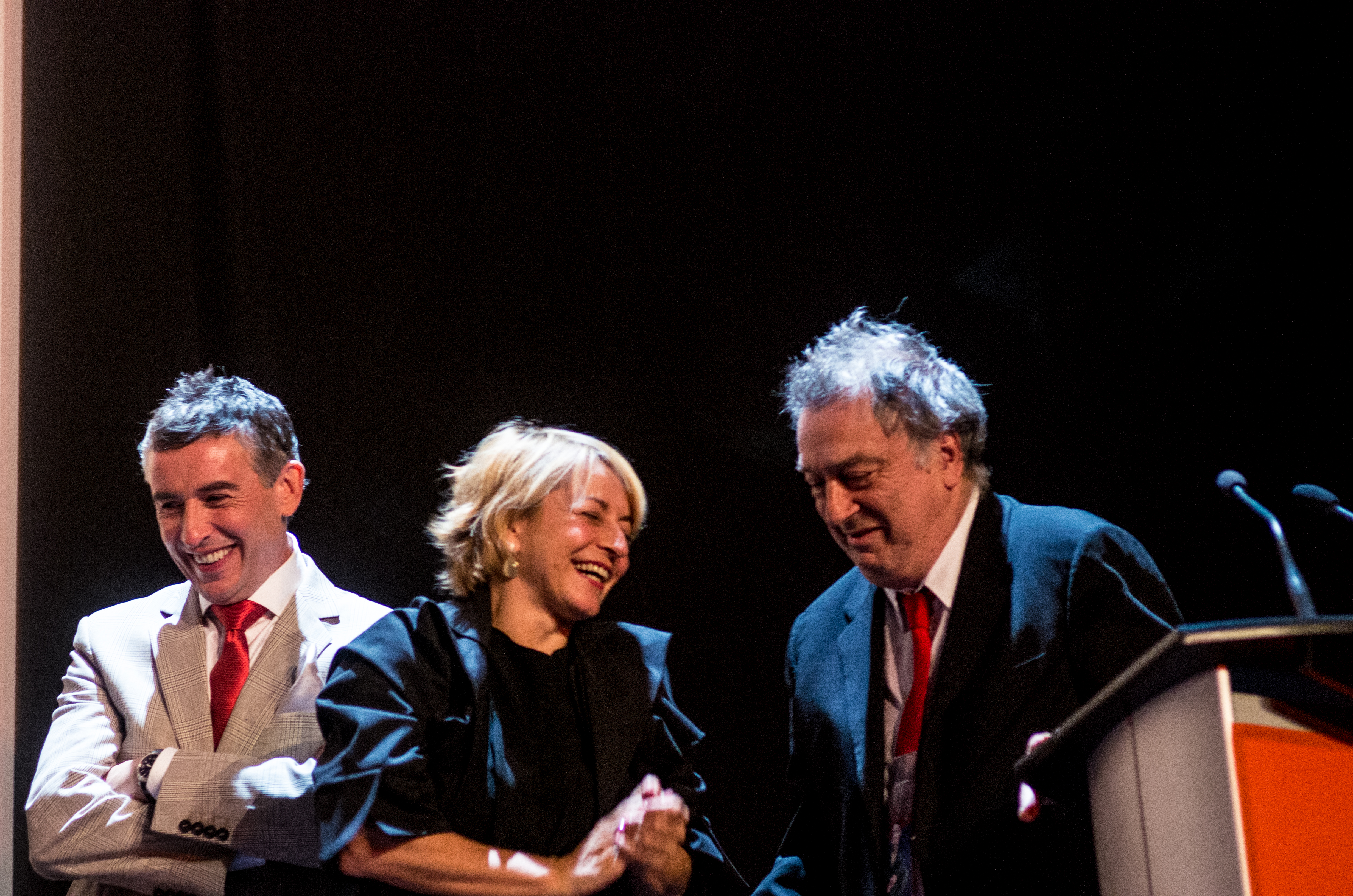
Steve Coogan amb Frears en una projecció de Philomena el 2013

Frears fa la «David Lean Chair in Fiction Direction» a la National Film and Television School de Beaconsfield, on imparteix classes.
El 2013, Frears va dirigir el drama, Philomena (2013), que es basava en el llibre de 2009 The Lost Child of Philomena Lee del periodista Martin Sixsmith basat en la història real de la recerca de 50 anys de Philomena Lee del seu fill adoptiu per la força i els esforços de Sixsmith per ajudar a trobar-lo. La pel·lícula va ser protagonitzada per Judi Dench i Steve Coogan. La pel·lícula es va estrenar al 70è Festival Internacional de Cinema de Venècia amb un gran reconeixement i els escriptors Jeff Pope i Steve Coogan van guanyar el premi al millor guió per la pel·lícula. La pel·lícula va guanyar el premi del People's Choice al Festival Internacional de Cinema de Toronto de 2013. La pel·lícula va ser nominada a quatre Oscars als 86è Premis de l'Acadèmia: Millor pel·lícula, Millor guió adaptat, Millor actriu (per Dench) i Millor banda sonora original. També va ser nominat a quatre premis de cinema de l'Acadèmia Britànica i tres premis Globus d'Or. El mateix any, HBO va estrenar el seu drama de televisió Muhammad Ali's Greatest Fight, protagonitzat per Christopher Plummer i Frank Langella, que representa la deliberació del Tribunal Suprem dels Estats Units sobre la prohibició de Muhammad Ali de boxejar per negar-se a servir a l'exèrcit dels EUA durant la Guerra del Vietnam.
El seu biopic del campió de ciclisme deshonrat Lance Armstrong, El programa, protagonitzat per Ben Foster, es va estrenar al Festival Internacional de Cinema de Toronto de 2015. Moltes de les pel·lícules de Frears es basen en històries de persones vives, però maig no ha buscat conèixer cap dels seus personatges. National Life Stories va realitzar una entrevista d'història oral (C1316/07) amb Stephen Frears l'any 2008 per a la seva col·lecció The Legacy of the English Stage Company de la British Library.
El 2016, Frears va dirigir la pel·lícula, Florence Foster Jenkins, protagonitzada per Meryl Streep, com a personatge principal, una hereva de Nova York coneguda i aspirant a cantant d'òpera malgrat les seves poques habilitats per a cantar. Hugh Grant interpreta el seu gerent i company de feia temps, St. Clair Bayfield. Altres membres del repartiment eren Simon Helberg, Rebecca Ferguson i Nina Arianda. La pel·lícula va ser un èxit de crítica i comercial i molts van elogiar Streep i Grant per les seves actuacions. A la 89a edició dels Premis de l'Acadèmia, va ser nominada a l'Oscar al millor vestuari i li va valdre a Streep la vintena nominació a la millor actriu. Va rebre quatre nominacions als Globus d'Or, inclosa la millor pel·lícula en una comèdia o musical. El 2017, Frears es va reunir amb Judi Dench, aquesta vegada a Victoria & Abdul, sobre la relació de la vida real entre la reina Victòria del Regne Unit i el seu servent musulmà indi Abdul Karim. La pel·lícula també és protagonitzada per Ali Fazal, Michael Gambon, Eddie Izzard, Tim Pigott-Smith (en el seu darrer paper cinematogràfic) i Adeel Akhtar. La pel·lícula es va estrenar al 74è Festival de Cinema de Venècia i a sales el 15 de setembre de 2017 al Regne Unit. Ha recaptat més de 65 milions de dòlars a tot el món.
El 2018, Frears va tornar a la sèrie limitada amb A Very English Scandal que es va estrenar a BBC One i més tard a Amazon Prime. El projecte és una minisèrie de comèdia i drama de televisió britànica del 2018 de tres parts basada en el llibre homònim de John Preston del 2016. És una dramatització de l'escàndol de Jeremy Thorpe de 1976-1979 i més de 15 anys d'esdeveniments que el van portar. La sèrie és protagonitzada per Hugh Grant com Jeremy Thorpe i Ben Whishaw com Norman Scott. La sèrie limitada va obtenir un gran reconeixement tant al Regne Unit com als Estats Units. A Rotten Tomatoes, la sèrie té una puntuació d'aprovació del 97% basada en 64 ressenyes, amb una valoració mitjana de 9,05/10. El consens crític de Rotten Tomatoes diu: «Hugh Grant i Ben Whishaw impressionen a A Very English Scandal, una mirada igualment absorbent i espantosa de la política i la societat britàniques». Grant va rebre nominacions al Primetime Emmy Award, Screen Actors Guild Award, Golden Globe Award, British Academy Television Award i Critics Choice Award per la seva actuació, mentre que Whishaw va guanyar un Emmy i un BAFTA.

## Vida personal
El 1968, Frears es va casar amb Mary-Kay Wilmers, amb qui va tenir dos fills, Sam i Will Frears (director d'escenari i de cinema). Frears va deixar Wilmers mentre estava embarassada del seu segon fill Will. Vivien a Gloucester Crescent a Camden Town. La parella es va divorciar a principis dels anys setanta. Nina Stibbe, la mainadera que Wilmers va contractar a principis dels anys vuitanta, va escriure cartes a casa que descrivia la vida literata del nord de Londres; aquests es van recopilar, publicar i adaptar a la sèrie de televisió del 2016 Love, Nina.

## Filmografia
- The Burning (1968) (curtmetratge)
- Gumshoe (1971)
- Bloody Kids (1979)
- Walter and June (TV) (1983)
- The Hit (1984)
- La meva preciosa bugaderia (My beautiful laundrette) (1985)
- Obre't d'orelles (Prick Up Your Ears) (1987)
- Sammy and Rosie Get Laid (1987)
- Les amistats perilloses (Dangerous Liaisons) (1988)
- Els estafadors (The grifters) (1990)
- Heroi per accident (Hero) (1992)
- Cafè irlandès (The snapper) (1993)
- Mary Reilly (1996)
- The Van (1996)
- Terra de cowboys (The Hi-Lo country) (1998)
- High Fidelity (2000)
- Liam (2000)
- Fail-Safe (TV) (2000)
- Dirty Pretty Things (2002)
- The Deal (TV) (2003)
- Mrs. Henderson Presents (2005)
- La reina (The queen) (2006)
- Chéri (2009)
- Tamara Drewe (2010)
- Lay the Favorite (2011)
- Muhammad Ali's Greatest Fight (TV) (2013)
- Philomena (2013)
- The Program (2015)
- Florence Foster Jenkins (2016)
- La reina Victòria i Abdul (2017)
- A Very English Scandal (TV) (2018)
- The Lost King (2022)
- The Regime (TV) (2024)